# Бездомные в Японии
Бездомность в Японии представляет собой серьезную социальную проблему, хотя в сравнении с другими странами число бездомных в Японии относительно невелико. Однако, культура Японии, социальные ожидания и экономические условия влияют на положение и восприятие бездомных, создавая уникальные вызовы.

### История и современное положение
На протяжении второй половины XX века и начала XXI века Япония пережила несколько периодов роста числа бездомных. В первую очередь это было связано с экономическим кризисом 1990-х годов (так называемым «потерянным десятилетием»), когда многие компании сокращали рабочие места, а японская экономика замедлилась.
На 2020 год число бездомных в Японии официально составляло около 4 тысяч человек, что является одной из самых низких цифр среди стран с сопоставимой экономикой. Реальное количество людей, живущих без постоянного места жительства, может быть больше, так как многие из них скрывают своё положение из-за социальной стигмы и не попадают в официальную статистику.

### Причины бездомности
Основные причины бездомности в Японии включают:
1. Экономические трудности: потеря работы, долговые обязательства и недостаток социального обеспечения.[2]
2. Социальное давление: ожидания и традиции японского общества часто не позволяют людям обращаться за помощью из-за страха потерять «лицо».[3]
3. Отсутствие поддержки семьи: в Японии семьи традиционно оказывают поддержку своим членам, но из-за демографических изменений и старения населения эта модель ослабевает.

### Социальные условия и типы бездомных
В Японии выделяют[кто?] несколько категорий бездомных:
1. Хронические бездомные: живут на улице длительное время и сталкиваются с трудностями при интеграции в общество.
2. Скрытые бездомные: живут во временном жилье, таких как интернет-кафе для бездомных или капсульные отели.
3. Работающие бездомные: люди, у которых есть работа, но заработка недостаточно для оплаты жилья.[4]

### Реакция общества и правительство
Правительство Японии принимает меры для поддержки бездомных. На уровне городов и префектур предоставляются временные убежища, программы трудоустройства и консультативные услуги. В 2002 году был принят закон «О мерах для поддержки людей, живущих без постоянного места жительства», который предоставляет местным органам власти полномочия и ресурсы для оказания помощи.

### Негативное восприятие и дискриминация
Стигма, связанная с бездомностью, глубоко укоренена в японском обществе. Бездомные часто подвергаются дискриминации и считаются «лицами, потерявшими достоинство». Это затрудняет их возвращение к нормальной жизни, так как они сталкиваются с трудностями при трудоустройстве и нахождении жилья.

### Программы помощи и некоммерческие организации
В Японии существуют некоммерческие организации, такие как «Big Issue Japan», которые стремятся помочь бездомным, предлагая им работу и поддержку. Также некоторые муниципалитеты и общественные группы организуют программы горячего питания, медицинскую помощь и временные приюты.

### Перспективы и вызовы
Старение населения Японии и экономические проблемы могут привести к увеличению числа бездомных, особенно среди пожилых людей. Кроме того, изменение социальной структуры, в которой молодое поколение меньше поддерживает своих пожилых родственников, усугубляет проблему.

### Заключение
Бездомность в Японии — сложный и многогранный вопрос. Хотя правительство предпринимает определенные меры, для решения этой проблемы необходима комплексная социальная и экономическая политика, направленная на уменьшение дискриминации и поддержку интеграции бездомных в общество.